# Петрово (Благоєвградська область)
Пе́трово (болг. Петрово) — село в Благоєвградській області Болгарії. Входить до складу общини Санданський.

## Населення
За даними перепису населення 2011 року у селі проживали 632 особи, з них 628 осіб (99,8%) — болгари.
Розподіл населення за віком у 2011 році:
Динаміка населення: